# Hisanori Shirasawa
Hisanori Shirasawa (白澤久則, Shirasawa Hisanori) est un footballeur japonais né le 13 décembre 1964 à Kōbe au Japon.

## Biographie
Hisanori Shirasawa participe à la Coupe d'Asie des nations 1988 avec le Japon, en tant que joueur remplaçant.